# Les Villes invisibles
Les Villes invisibles (Le città invisibili) est un roman d'Italo Calvino publié en 1972 (Einaudi).

## Présentation de l’œuvre

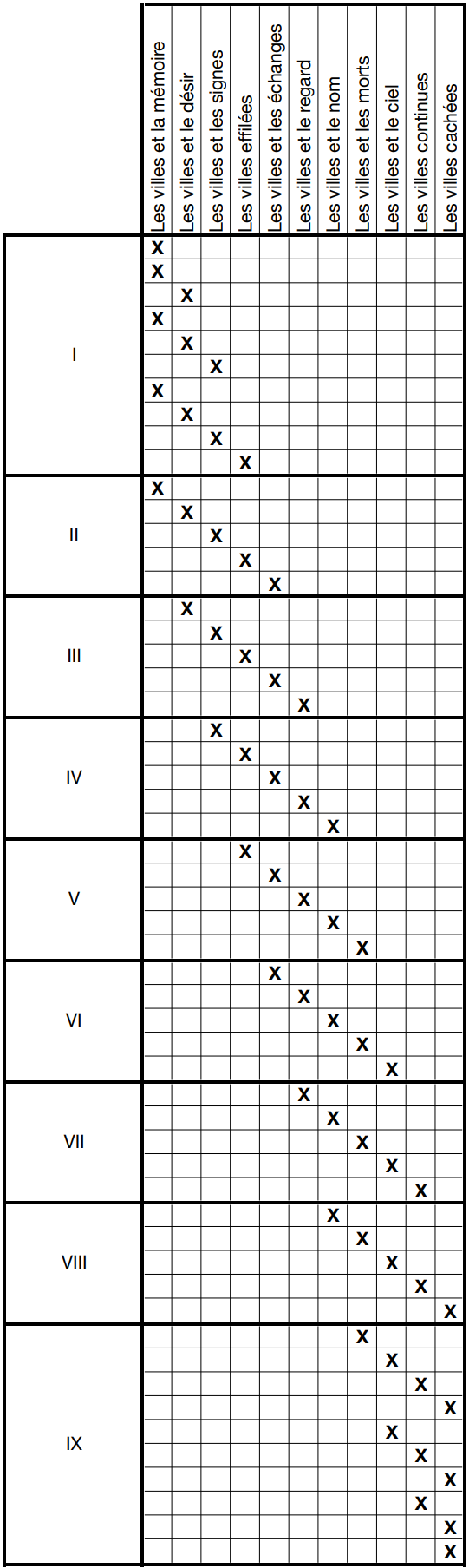
Structure de l'œuvre Les villes invisibles.

Ce roman explore l'imaginaire à travers les descriptions de cinquante-cinq villes inexistantes dont Marco Polo fait la description au grand empereur Kublai Khan, dont il est ambassadeur. Dans le style de l'utopie, ce roman poétique sur des villes imaginées par l'auteur nous fait voyager dans d'autres mondes. Les villes sont regroupées en différents thèmes : 
- Les villes et la mémoire
- Les villes et le désir
- Les villes et les signes
- Les villes effilées
- Les villes et les échanges
- Les villes et le regard
- Les villes et le nom
- Les villes et les morts
- Les villes et le ciel
- Les villes continues
- Les villes cachées

Les thèmes s'alternent (cf. Structure de l'oeuvre) de manière que chaque thème regroupe cinq villes, et que l'ordre des thèmes reste le même à mesure qu'ils se succèdent. Chacune des villes est personnifiée en une femme, avec un prénom féminin, et les chapitres sont, à intervalles réguliers, entrecoupés de dialogues entre Marco Polo et Kublai Khan sous forme d'aphorismes, d'énigmes ou de paradoxes. La figure mythomane de Marco Polo, qui n'a de cesse de justifier ses mensonges par des sophismes ou des proverbes, rappelle d'ailleurs celle de Hermès Marana, dans Si par une nuit d'hiver un voyageur, autre roman d'Italo Calvino.

## Analyse et interprétations des thèmes
Italo Calvino utilise à son compte les sens variables et potentiels des noms des thèmes, et gratifie ainsi l’œuvre d'une forte dimension poétique.
En italien, le terme utilisé pour Les villes et la mémoire (“la memoria”) peut signifier “la mémoire” aussi bien que “le souvenir”. Les 5 villes sont donc décrites dans le rapport entre leur présent et leur passé, les causes de ce qu’elles sont aujourd’hui et la continuité de ces conséquences dans le temps. Mais elles relèvent aussi des souvenirs du voyageur comme du riverain, de ce que la ville lui rappelle, même vaguement. Ce thème met l’accent sur l’expérience individuelle qui peut être faite de la ville, et de la manière dont elle est mémorisée en chacun.
Les villes placées sous le titre Les villes et les signes évoquent les attentes possibles que l'on peut avoir des villes à partir d'éléments sensoriels (certains sons, l'architecture, les enseignes), de manière à faire respecter une cohérence entre les signes et la ville. Cette cohérence peut être respectée, et  ou entièrement brisée, comme à Ipazie (chap III). Ce thème interprète également le mot "signe" au sens de "signe distinctif", qui va marquer la mémoire.
Les villes effilées sont celles qui comportent une fragilité, ou plutôt une solidité inconstante. Ce sont, dans l'œuvre, les villes parmi les plus originales dans leur description. Ainsi, ces villes sont fines (littéralement, “le cità sottili” signifie “les villes minces” en italien), et se démarquent d’une manière très visuelle et originale. La plupart s’élèvent vers le ciel, mais c’est la hauteur ne fait que renforcer le risque et la violence de la chute : plus la ville est haute, et plus elle est facilement ébranlable.
Les villes et les échanges constituent l’un des thèmes les plus éclectiques. A travers ces 5 villes, Italo Calvino fonde l’échange sur le simple rapport qui peut exister entre deux individus, et sur ce qu’ils peuvent, l’un à l’autre, s’apprendre. La ville est alors ramenée à sa fonction de regroupement social. Il peut s’agir d’échanger, entre les habitants, des paroles, ou bien leur rôle social et politique au sein de la ville; mais les échanges sont aussi ceux de mots, jusque dans leur significations.
Avec Les villes et le regard, l'auteur va se servir du "regard" pour représenter le "regard des autres", ou le jugement, le regard condescendant, mais aussi, au sens plus littéral, les villes de ce thème vont exploiter les notions de points de vue, de subjectivité : la ville dépend de celui qui la regarde, et le voyageur ne voit de la ville que les éléments sur lesquels son regard daigne se poser. La ville de Baucis (chap V) dont les habitants ne touchent plus la terre n'est par ailleurs pas sans rappeler Le Baron perché, du même auteur.
Les villes et le nom vont exploiter un univers linguistique : le rapport entre la ville et ce qui la désigne. Elle se distingue de la catégorie des "signes" car ce ne sont pas les signes présents dans la ville mais bien le signe de la ville elle-même, qui est en jeu. Ainsi, ce n'est pas seulement le nom de la ville qui importe, mais aussi la description qu'on peut en faire. Poussée à l'extrême, cette description passe uniquement par l'imagination du narrateur à partir du simple nom de la ville, comme pour Pirra (chap VI), évoquant ainsi le crible phonologique.
Le thème des villes cachées peut être considéré comme une forme de synthèse. Le narrateur y combat les jugements hâtifs qui peuvent être fait sur une ville en ce que chacune des villes décrites en cache une autre, indétachable, en son sein. Ce thème fait appel à l’imagination des habitants de la ville, leurs désirs les plus enfouis, les révoltes et les révolutions qui se succèdent et surtout s’engendrent, se cachent l’une derrière l’autre. C’est donc une manière de clore l'œuvre, puisque la dernière ville est une ville cachée, et fait la synthèse des questions du bien, du mal, du juste, de l’injuste, du sain et du malsain qui habitent et ont habité les villes précédentes.

## Allusions au roman
- Dans L'Almanach du Globe-Trotteur, ouvrage présenté en annexe du second épisode de la série BD La Ligue des gentlemen extraordinaires, Alan Moore présente plusieurs villes décrites dans ce roman.
- Dans le roman Mr. Peanut d'Adam Ross, le personnage principal étudie ce livre durant ses études.

## Postérité
Le compositeur José Manuel López López a créé un opéra multimédia en collaboration avec le vidéaste Pascal Auger à partir du roman d'Italo Calvino.[réf. souhaitée]

## Éditions
- Les Villes invisibles (trad. Martin Rueff), Gallimard, coll. « Folio », 2020 (1re éd. 2019) (ISBN 978-2-07-288349-1)
- Les Villes invisibles (trad. Jean Thibaudeau), Seuil, 1984 (1re éd. 1974) (ISBN 978-2-02-006941-0, lire en ligne)